# Israel Tal
Israel Tal (13 de setembro de 1924 - Rehovot, 8 de setembro de 2010) foi um general do Exército israelense (Tsahal) conhecido por seu conhecimento da guerra blindada e por ser o pai do projeto do tanque Merkava (junto com o engenheiro Israel Tilan).
Um veterano de vários conflitos, foi militar da Brigada Judaica na Itália e serviu Israel no decorrer de sua longa carreira em operações como a Guerra árabe-israelense de 1948 e a Guerra dos Seis Dias (1967).
Após uma série de rápidas promoções, ele se tornou major-general (Aluf) e o maior especialista de Israel em forças blindadas na sua época. Defensor de táticas de guerra no deserto baseadas nas manobras rápidas de forças blindadas móveis, Tal liderou suas unidades com grande sucesso durante a Guerra dos Seis Dias.
Israel foi vencedor do Prêmio Israel (1997) e duas vezes vencedor do Prêmio de Defesa de Israel (1961, 1973).

## Biografia
Tal nasceu em Mahanaim, no Mandato Britânico da Palestina. Por parte de mãe, ele era descendente de judeus hassídicos que migraram para Safed e Tiberíades em 1777. Ele morou em Safed desde os cinco anos de idade e sobreviveu aos massacres de 1929 em Safed. Depois ele morou no moshav Be'er Tuvia.
Tal começou seu serviço militar aos 17 anos, com a Brigada Judaica do Exército Britânico, servindo como operador de metralhadora no norte da África e na Itália durante a Segunda Guerra Mundial. Depois que a Brigada Judaica foi dissolvida em 1946, ele se alistou na Haganah.
Ele serviu como oficial de infantaria subalterno durante a Guerra de Independência, como comandante de brigada durante a Guerra do Sinai, comandante de divisão blindada na península do Sinai durante a Guerra dos Seis Dias e comandante da frente sul durante os estágios finais da Guerra do Yom Kippur.
Israel Tal morreu em Rehovot em 8 de setembro de 2010.

## Carreira militar
Tal, que havia sido um herói da Guerra dos Seis Dias, foi um dos primeiros oponentes da Linha Bar Lev. Ele e o general Ariel Sharon argumentaram que não teria sucesso em rechaçar as forças egípcias. Após o fim oficial da Guerra do Yom Kippur, Tal, servindo como comandante da frente sul, recebeu uma ordem do Chefe do Estado - Maior General David Elazar e do Ministro da Defesa Moshe Dayan para atacar as forças egípcias. Tal se recusou a seguir a ordem, insistindo que era uma ordem antiética e solicitando autorização para o ataque solicitado ao Primeiro Ministro e ao Supremo Tribunal. Essa autorização nunca veio. Tal ganhou a discussão, mas sua recusa em seguir a ordem como uma questão prática eliminou sua chance de ser nomeado para o cargo de Chefe do Estado-Maior para suceder ao General Elazar.
Em 1970, o governo israelense decidiu que precisava de uma capacidade independente de construção de tanques devido à incerteza das vendas no exterior por razões políticas. Tal liderou uma equipe de desenvolvimento que levou em consideração as características do campo de batalha de Israel e as lições aprendidas em guerras anteriores e iniciou o desenvolvimento e a construção do tanque Merkava de Israel.

## Doutrina blindada

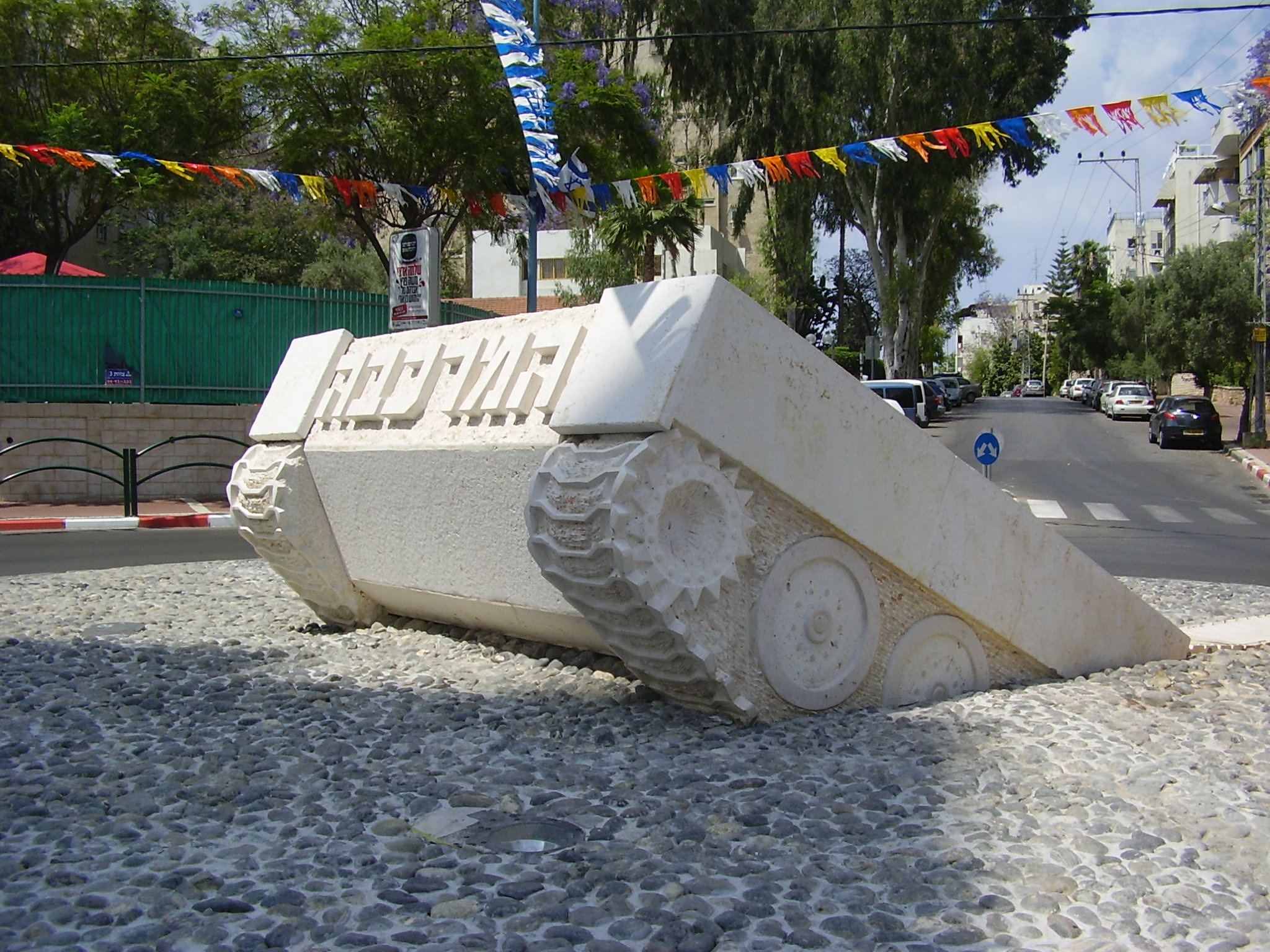
Monumento do Merkava em Rehovot.

Tal foi o criador da doutrina blindada israelense que levou aos sucessos israelenses no ataque surpresa do Sinai na Guerra dos Seis Dias. Em 1964, o General Tal assumiu o comando do corpo blindado israelense e o organizou como o elemento principal das Forças de Defesa de Israel, caracterizado por alta mobilidade e assalto implacável. Ele treinou novamente todos os artilheiros israelenses para atingir alvos além de 1,5 quilômetros (0,93 mi). Em terreno aberto, esse tipo de pontaria de longa distância provou ser vital para a sobrevivência do corpo blindado israelense nas guerras subsequentes. Oponentes árabes de Israel, especialmente Egito e Síria, normalmente disparavam seus canhões de fabricação soviética a uma distância de 200 a 500 metros (220 a 550 jardas), e muitas vezes as unidades de tanques avançavam até 100 metros (110 jardas) de seus alvos antes de disparar seus canhões principais. Isso deu aos israelenses a oportunidade de explorar essa fraqueza da doutrina militar árabe.

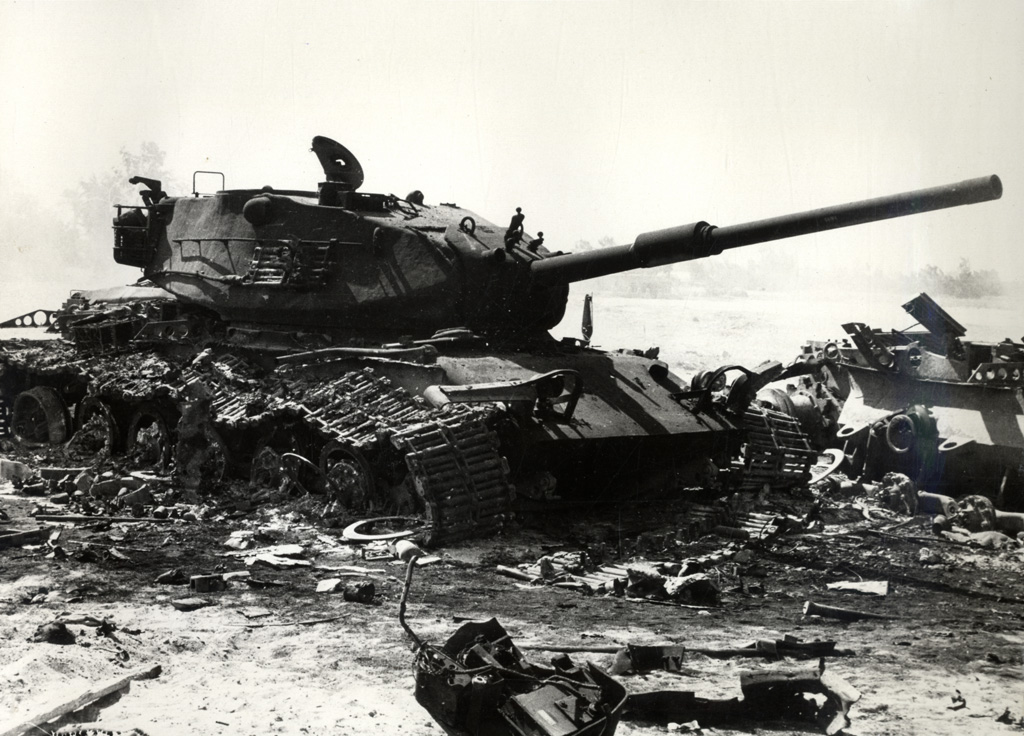
Tanque M60 Patton israelense destruído na Guerra do Yom Kippur, 1973.

No Corpo Blindado israelense, o recruta passava por quatro meses de treinamento básico na Escola de Blindados antes de ser enviado para uma unidade regular, onde realizaria seus três anos de serviço militar obrigatório. Durante o treinamento básico eram definidas as aptidões do recruta, e isto definia sua posição dentro da tripulação do tanque: motorista, municiador ou artilheiro. À princípio, aqueles com mais coordenação olho-e-mão eram escolhidos como artilheiros, pois a pontaria era a prioridade no Corpo Blindado. Após a formação de artilheiro, o tripulante tornava-se elegível para qualificar-se como comandante de carro. Desta forma, a viatura sempre teria dois artilheiros disponíveis com o objetivo maximizar os benefícios de habilidades múltiplas dentro da tripulação. A FDI mantinha um altíssimo nível de excelência na pontaria dos carros de combate, e as suas tripulações treinavam regularmente engajando alvos a mais de 2.000 metros.

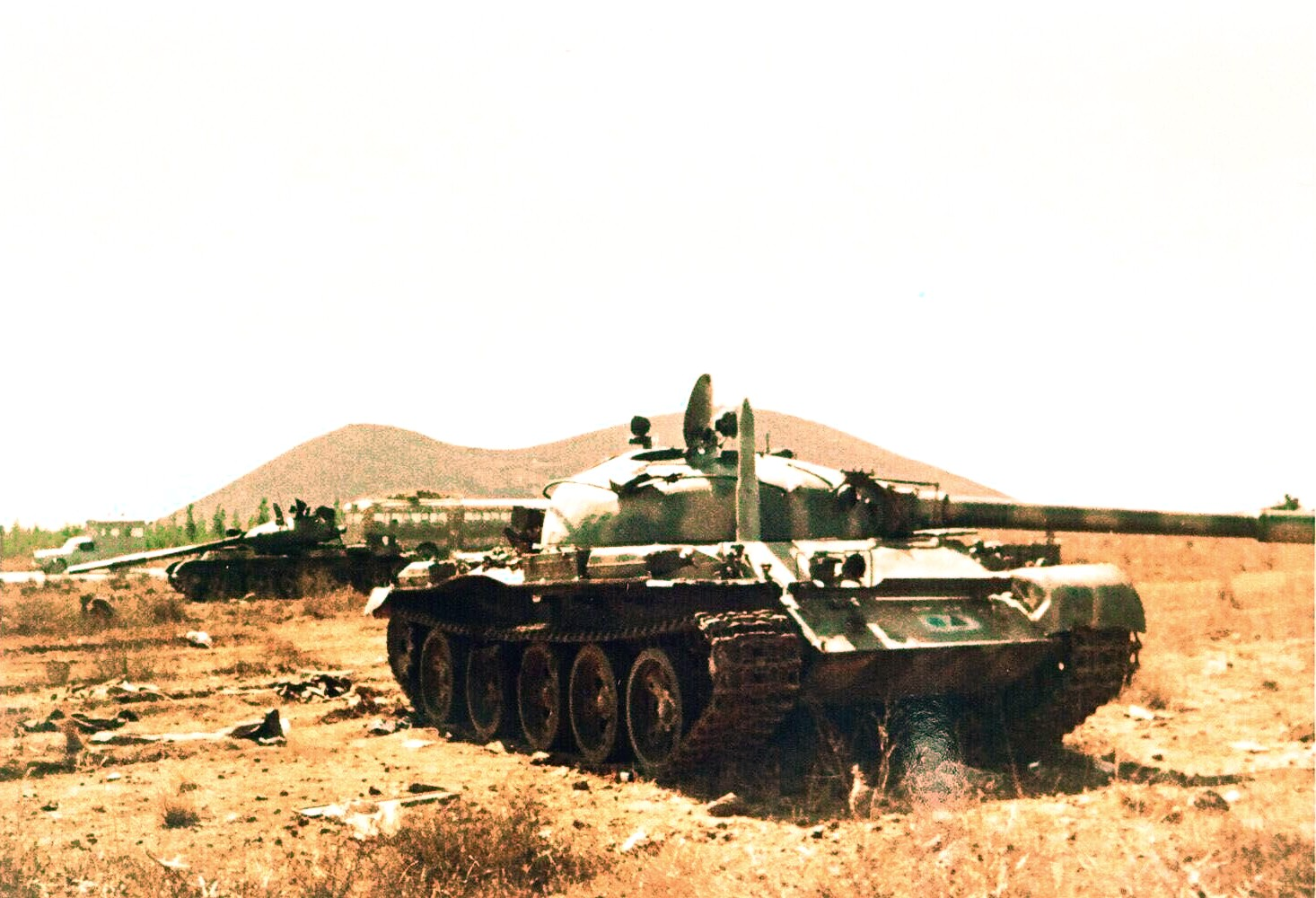
Tanques T-62 sírios destruídos no Vale das Lágrimas, na Guerra do Yom Kippur, perto de Ortal. Ao fundo está o Monte Chiffon.

Sua mobilidade é considerada comparável à Blitzkrieg alemã e muitos a consideram uma evolução dessa tática. A transformação e o sucesso de Tal, em 1967, levaram a FDI a expandir o papel dos blindados. No entanto, isso resultou em atenção reduzida a outros aspectos menos glamorosos, mas essenciais do exército, como a infantaria. Após o ataque surpresa de 1973, no Yom Kippur, esse foco excessivo na ofensiva blindada rápida deixou o Tzahal temporariamente sem capacidade defensiva adequada. Sem apoio de infantaria, as perdas de carros de combate contra os mísseis AT-3 Sagger (9M14 Malyutka de fabricação soviética), empregados pelas tropas de assalto egípcias no Sinai foram pesadas. A organização desbalanceada das divisões israelenses também tornou o soldado de infantaria israelense quase que impotente contra os blindados inimigos, sem armas anti-carro apropriadas, por conta do foco excessivo tanque-contra-tanque. Os soldados infantes teriam, geralmente, um número insuficiente de bazucas com munição leve e dependeriam principalmente de granadas de fuzil. Um ponto-forte israelense nas Colinas de Golã, diante da ofensiva blindada síria, reportou ter apenas uma única bazuca com apenas 5 foguetes.
Onde a doutrina de Tal realmente brilhou foi no combate defensivo das 188ª Brigada Blindada "Barak" e 7ª Brigada Blindada (de elite), que realizaram uma luta desesperada contra ondas de blindados sírios T-62 e T-55, que avançaram em frente ampla conforme a doutrina soviética. As tripulações israelenses dispararam em grandes alcances com alta precisão, diminuindo os números sírios enquanto estes avançavam sobre as posições israelenses.
A Força de Defesa de Israel se tornou uma força mais equilibrada desde 1973, e o desenvolvimento da doutrina blindada de Tal foi muito importante tanto para os israelenses quanto para o conhecimento militar, influenciando as doutrinas blindadas em outras partes do mundo; em especial a dos Estados Unidos.

## Prêmios e honrarias

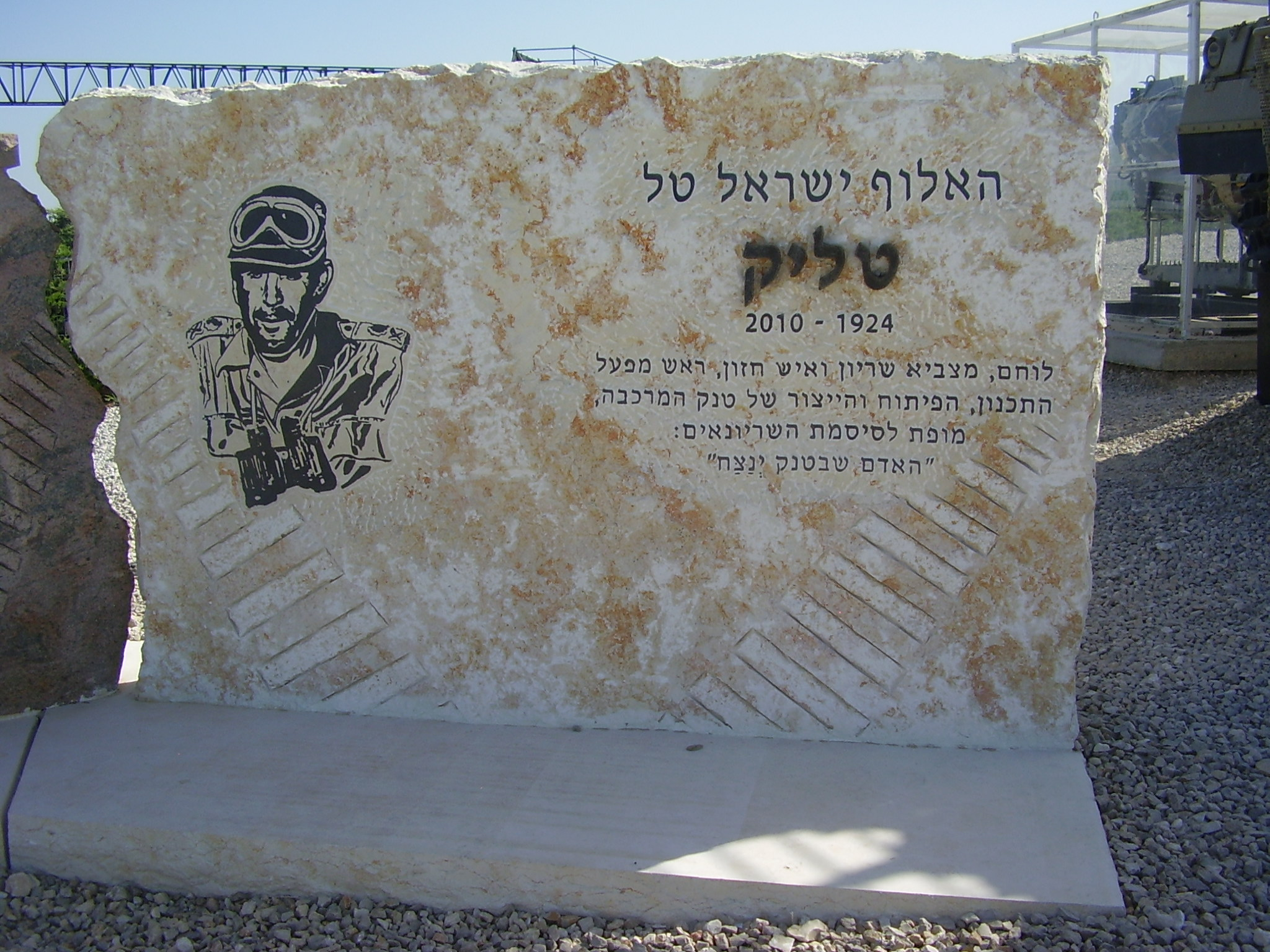
Memorial ao General Israel Tal em Latrun.

Israel Tal recebeu o Prêmio de Defesa de Israel Eliyahu Golomb em 1961 e em 1973. Em 1997, Tal recebeu o Prêmio Israel por sua contribuição especial à sociedade e ao Estado de Israel. Em 1991, ele recebeu um doutorado honorário na Universidade Ben-Gurion do Negev. Há um memorial ao general em Latrun, onde está localizado o museu de blindados israelense. Em 2002, foi eleito "Cavaleiro do Governo de Qualidade" pelo Movimento para o Governo de Qualidade em Israel na categoria "Militar e segurança".
O retrato de Israel Tal aparece no Museu de Cavalaria e Blindados Patton na "Muralha dos Maiores Comandantes de Blindados" junto com o compatriota Moshe Peled, os americanos George S. Patton e Creighton Abrams, e o marechal de campo alemão Erwin Rommel. Encomendado pela Cavalry/Armour Foundation, o retrato do General Tal foi pintado Jody Harmon, ilustrador da revista americana Armor Magazine. A cerimônia foi realizada em 10 de dezembro de 1996 no Patton Museum, no Centro de Blindados do Exército dos EUA, no Fort Knox, em Kentucky, e contou com a sua presença. A razão do agraciamento ocorreu "por suas contribuições para o desenvolvimento dos sistemas e doutrinas militares dos EUA".
Os generais americanos Starry e Sheridan falaram das contribuições pessoais de Tal para o desenvolvimento do tanque americano M1 Abrams e para as táticas e doutrinas da guerra blindada. Os generais também disseram sobre como a sua experiência militar contribuiu para as capacidades de combate pós-Vietnã do Exército dos EUA e para o sucesso das forças terrestres americanas durante a Operação Tempestade no Deserto. Em resposta, o General Tal ecoou a importância de intercâmbios conjuntos EUA-Israel e o benefício mútuo de uma estreita relação estratégica entre os dois países.